# Нериц
Нериц (њем. Neritz) општина је у њемачкој савезној држави Шлезвиг-Холштајн. Једно је од 55 општинских средишта округа Штормарн. Према процјени из 2010. у општини је живјело 328 становника. Посједује регионалну шифру (AGS) 1062050.

## Географски и демографски подаци
Нериц се налази у савезној држави Шлезвиг-Холштајн у округу Штормарн. Општина се налази на надморској висини од 20 метара. Површина општине износи 4,7 km². У самом мјесту је, према процјени из 2010. године, живјело 328 становника. Просјечна густина становништва износи 70 становника/km².